# نجمی هاشمی فشارکی
نجمی هاشمی فشارکی سرپرست وزیر معادن و فلزات در دولت میرحسین موسوی از آبان ۱۳۶۴ تا دی ماه ۱۳۶۴ است.
هاشمی فشارکی دارای فوق لیسانس حسابداری از دانشگاه روزولت شیکاگو بوده و در سازمانها و نهادهای صنعتی و مالی فعالیت داشته و دارد.
هاشمی مدیرعامل گروه سرمایه‌گذاری صنایع و معادن فلات ایرانیان، عضو هیئت مدیره و هیئت امناء بنیاد نور، بنیاد توسعه کارآفرینی زنان و جوانان و از بنیانگذاران بانک اقتصاد نوین و عضو هیئت مدیره بانک سامان، شرکت سرمایه‌گذاران توسعه معادن و فلزات، گروه صنایع بهشهر و … بوده‌است.